# Vanessa Minnillo
Vanessa Joy Lachey (nhũ danh Minnillo, sinh ngày 9 tháng 11 năm 1980) là một nhân vật truyền hình Mỹ, nữ hoàng sắc đẹp, người mẫu truyền hình và nữ diễn viên. Cô cũng được xướng danh Miss Teen USA vào năm 1998. Cô là phóng viên của tạp chí Entertainment Tonight ở New York và đã tổ chức Total Request Live trên MTV.

## Tiểu sử
Vanessa Joy Minnillo sinh ra tại Trung tâm Y tế Khu vực của USAF Clark ở thành phố Angeles, Pampanga, Philippines. Cha của cô, Vincent Charles Minnillo, là một công dân Mỹ từ Cleveland, Ohio thuộc gốc Ý và Ireland, trong khi mẹ cô, Helen Ramos Bercero, đến từ Manila, Philippines. Minnillo có một người anh trai được nhận nuôi cháu bé hai tuổi. Gia đình cha cô di chuyển thường xuyên vì phục vụ trong Không quân. Cô sống ở Washington, California, Nevada, Florida, Đức và Nhật Bản và đã tham dự tám trường học khác nhau trong chín năm. Cha mẹ của Minnillo đã chia tay năm 1983 và ly dị vào năm 1986.
Cha mẹ của Minnillo tái hôn. Cô và anh trai của cô, Vincent Jr., chuyển đến Thổ Nhĩ Kỳ cùng mẹ và cha dượng mới của họ. Đến năm 1991, sau khi hoạt động Desert Shield, họ trở về nhà của cha mình, cuối cùng định cư tại Charleston, Nam Carolina, nơi Minnillo theo học trường trung học Bishop England High School của Anh giáo và là một cheerleader. Từ đó, cô sống với cha và mẹ kế, Donna. Cô cũng đã theo học trường Công giáo Our Lady of the Assumption ở San Bernardino, California trong một năm.

## Đời sống cá nhân
Bắt đầu vào năm 2003, Minnillo có quan hệ với cầu thủ bóng chày Derek Jeter, kết thúc vào năm 2005.
Minnillo bắt đầu hẹn hò với ca sĩ Nick Lachey vào năm 2006 sau khi họ gặp nhau khi cô xuất hiện trong video ca nhạc cho bài hát "What's Left of Me". Trong tháng 6 năm 2009, họ đã chia tay, nhưng trong tháng 10 năm 2009, cô khẳng định rằng họ đã trở lại với nhau sau khi đã được "duy nhất cho một phút". Lachey và cô đến với nhau vào tháng 11 năm 2010.
Cặp vợ chồng cưới nhau vào ngày 15 tháng 7 năm 2011, tại Đảo Necker Island của Sir Richard Branson ở Quần đảo Virgin thuộc Anh. Nick và cô có ba người con: một đứa con trai, Camden, sinh tháng 9 năm 2012, một con gái, Brooklyn, sinh ra vào tháng 1 năm 2015, và một con trai khác, Phoenix, sinh tháng 12/2016.

## Phim ảnh
| Năm  | Phim                                      | Vai diễn    | Chú thích          |
| ---- | ----------------------------------------- | ----------- | ------------------ |
| 2007 | Fantastic Four: Rise of the Silver Surfer | Julie Angel | Vai diễn khách mời |
| 2008 | Disaster Movie                            | Amy         |                    |

### Chương trình truyền hình
| Năm       | Chương trình                   | Vai trò                     | Chú thích                                                         |
| --------- | ------------------------------ | --------------------------- | ----------------------------------------------------------------- |
| 2001      | That's Life                    | Cheerleader                 | Episode: "Oh, Crap!"                                              |
| 2001      | City Guys                      | Hot Girl                    | Episode: "Dances with Malcolm"                                    |
| 2001      | The Bold and the Beautiful     | Amanda Wexler               | Recurring role; 8 episodes                                        |
| 2002      | Maybe It's Me                  | Sexy Student                | Episode: "The Prom Episode: Part 2"                               |
| 2003      | The Break                      | Malia                       | Television film                                                   |
| 2004      | The Real World: San Diego      | Reunion Host                | Episode: "2 Punk Rock 4 This: The Real World San Diego Reunion"   |
| 2005      | The Real World: Philadelphia   | Reunion Host                | Episode: "Fistful of Philly: The Real World Philadelphia Reunion" |
| 2005–2015 | Entertainment Tonight          | Herself / NYC Correspondent | 25 episodes                                                       |
| 2005-2006 | Total Request Live             | Herself - Host              | 2 episodes                                                        |
| 2006      | High School Stories            | Herself / Host              |                                                                   |
| 2007      | Miss Universe 2007             | Herself - Host              |                                                                   |
| 2008      | How I Met Your Mother          | Ashlee                      | Episode: "No Tomorrow"                                            |
| 2009–2010 | True Beauty                    | Herself / Host              | 10 episodes                                                       |
| 2009      | CSI: NY                        | Grace Chandler              | Episode: "Second Chances"                                         |
| 2010      | Psych                          | Gina                        | Episode: "Shawn and Gus in Drag (Racing)"                         |
| 2010      | When I Was 17                  | Herself                     | Episode 1.8                                                       |
| 2010      | This Little Piggy              |                             | Television film                                                   |
| 2011–2012 | Wipeout                        | Herself / Host              | 3 episodes                                                        |
| 2011      | 30 Rock                        | Carmen Chao                 | Episode: "¡Qué Sorpresa!"                                         |
| 2011      | Hawaii Five-0                  | Susan                       | Episode: "Powa Maka Moana"                                        |
| 2011      | Nick & Vanessa's Dream Wedding | Herself                     | Televised wedding (Reality television)                            |
| 2013–14   | Dads                           | Camilla                     | Main role; 19 episodes                                            |
| 2015      | Lachey's: Raising the Bar      | Herself                     | Reality television                                                |
| 2015      | Truth Be Told                  | Tracy Cooper                | Main role; 10 episodes                                            |
| 2016      | Sebastian Says                 | Jenna                       | Television film                                                   |
| 2017      | Dancing with the Stars         | Herself / Contestant        | Season 25                                                         |
| 2018      | The First Wives Club           | Sasha                       | Main role                                                         |

### Video ca nhạc
| Năm  | Video             | Ca sĩ       | Chú thích     |
| ---- | ----------------- | ----------- | ------------- |
| 2006 | What's Left of Me | Nick Lachey | Love Interest |